# The Early Years (album de Phil Ochs)
Pour les articles homonymes, voir The Early Years.
Albums de Phil Ochs
American Troubadour
(1997) 20th Century Masters: The Millennium Collection: The Best of Phil Ochs
(2002)
The Early Years est un album de Phil Ochs sorti en 2000 sur le label Vanguard Records.
Il compile des chansons enregistrées pour la compilation The Original New Folks, Vol. 2 (1964) et d'autres captées lors des passages de Phil Ochs au festival de folk de Newport en 1963, 1964 et 1966. Vanguard avait déjà publié ces enregistrements live en 1996 sur l'album Live at Newport.

## Titres
Les titres 1 à 5 proviennent de la compilation The Original New Folks, Vol. 2 (1964). Les titres 6 et 7 sont des inédits issus des mêmes sessions. Les titres 8 à 20, enregistrés au festival de folk de Newport, correspondent à l'intégralité de l'album Live at Newport (1996).
Toutes les chansons sont écrites et composées par Phil Ochs.
| No  | Titre                        | Durée |
| --- | ---------------------------- | ----- |
| 1.  | William Moore                | 3:08  |
| 2.  | What Are You Fighting For?   | 2:47  |
| 3.  | There but for Fortune        | 2:15  |
| 4.  | Paul Crump                   | 3:18  |
| 5.  | Talking Airplane Disaster    | 3:47  |
| 6.  | How Long                     | 3:08  |
| 7.  | Davey Moore                  | 3:03  |
| 8.  | Introduction by Peter Yarrow | 0:56  |
| 9.  | The Ballad of Medgar Evers   | 2:44  |
| 10. | Talking Birmingham Jam       | 3:22  |
| 11. | The Power and the Glory      | 2:11  |
| 12. | Draft Dodger Rag             | 2:21  |
| 13. | I Ain't Marching Anymore     | 2:36  |
| 14. | Links on the Chain           | 5:05  |
| 15. | Talkin' Vietnam              | 3:42  |
| 16. | Cross My Heart               | 4:44  |
| 17. | Half a Century High          | 7:06  |
| 18. | Is There Anybody Here        | 3:11  |
| 19. | The Party                    | 8:11  |
| 20. | Pleasures of the Harbor      | 6:25  |